# Нарцисоидност
Нарцисоидност или нарцисизам, термин је који води порекло из познатог грчког мита о лепом младићу Нарцису. Означава стање самозаљубљености у којем је сва љубав усмерена на сопствени его, док још нису успостављене или су прекинуте везе са спољним објектима. Осим преувеличане слике о самом себи и зависности о фантазији, нарцисоидност карактерише склоност особе да потцењује друге или да их искоришћава. Према Фројду, ова појава је нормална фаза у развоју детета, али се сматра поремећајем када се појави након пубертета.